# Thomas Smith (nhà ngoại giao)

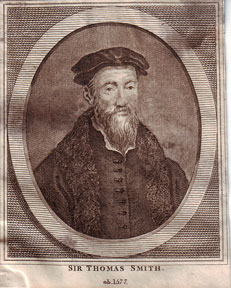
Sir Thomas Smith.

Sir Thomas Smith (23 tháng 12-1513 – 12 tháng 8-1577), là một học giả và nhà ngoại giao người Anh.
Ông sinh ra tại Saffron Walden thuộc Essex. Ông tốt nghiệp tại trường Cao đẳng Nữ hoàng, Cambridge, nơi ông trở thành nghiên cứu sinh năm 1530, và năm 1533 ông được chỉ định làm giáo sư. Ông đi thỉnh giảng tại nhiều trường học về môn triết học tự nhiên, tiếng Hi Lạp. Năm 1540 Smith đi ra ngoại quốc nhằm mục đích học tập ở Pháp, Ý và lấy bằng luật tại Đại học Padua, rồi trở về Cambridge năm 1542.
Ông là người đi tiên phong trong việc sửa đổi việc phát âm ngôn ngữ Hi Lạp, quan điểm của ông sau khi đem ra tranh cãi luận đã được chấp nhận một cách rộng rãi. Ông cùng với một người bạn, Sir John Cheke, là những học giả cổ điển lớn trong thời bấy giờ ở Anh Quốc. Tháng 1-1543 ông được bổ nhiệm làm Giáo sư luật dân sự Regius đầu tiên. Cùng năm đó ông là phó hiệu trưởng trường Đại học này. Năm 1547 ông trở thành hiệu trưởng của Cao đẳng Eton và chủ nhiệm khoa Carlisle Cathedral.
Ông sớm cải đạo theo Tin lành, khiến cho ông trở nên nổi bật khi Edward VI trị vì. Trong thời gian Somerset cầm quyền ông được chỉ định làm Bộ trưởng Bộ ngoại giao, và sau đó được gửi đi làm một nhiệm vụ ngoại giao quan trọng ở Brussels. Năm 1548 ông được phong tước hiệp sĩ. Khi Queen Mary I lên ngôi ông bị bãi bỏ tất cả các chức tước, nhưng trong thời gian cầm quyền của chị Mary, Elizabeth, ông lại được bổ nhiệm trong công tác các vấn đề công cộng. Sau đó ông trở thành một thành viên quốc hội năm 1562 và đại sứ ở Pháp cho đến 1566; vào năm 1572 ông trở lại Pháp thực thi nhiệm vụ cũ trong một thời gian ngắn. Ông trở thành một trong những cố vấn Tin lành được tin tưởng nhất của Elizabeth và được bổ nhiệm làm bộ trưởng bộ ngoại giao và trao huân chương Garter năm 1572.

## Thành tựu
Cuốn sách do Thomas Smith xuất bản có tên *De Republica Anglorum; the Manner of Government or Policie of the Realme of England, được viết trong khoảng thời gian từ năm 1562 đến 1565, và được in lần đầu tiên năm 1583. Trong đó ông mô tảt đây như một chính phủ hỗn hợp, một cộng đồng thịnh vương chung với nhiều tiểu bang có đặc tính riêng của nó.